# شباك (عمارة)

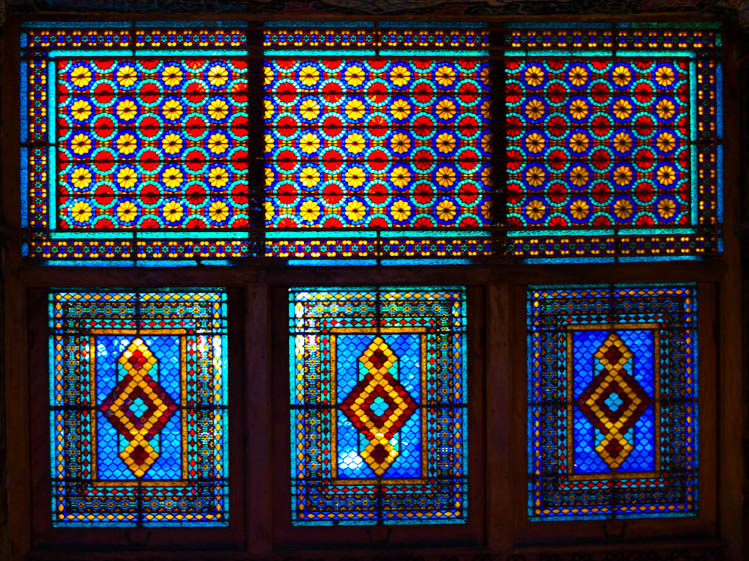
شباك داخل قصر شاكي خان

الشُّبَّاك (جمعه شبابيك) هي نوافذ مملوءة بالزجاج الملون، صنعها الحرفيون الشعبيون الإيرانيون والأذربيجانيون من أجزاء خشبية صغيرة بدون غراء أو مسامير.
في مبنى قصر شاكي خان، الشباك يملأ الجدران وفتحات النوافذ في القاعات والغرف. من الناحية الهندسية، تتناسب نوافذ الشباك مع التكوين العام للواجهة الرئيسة للقصر. وتطل النوافذ الزجاجية الملونة المتصلة في القاعات المركزية والغرف الجانبية على واجهة القصر. يُعتقد أن استبدال الجدران الخارجية لقاعات الطابقين والغرف العلوية بنوافذ زجاجية ملونة مرفوعة هو سمة من سمات هندسة هذا الجناح الاحتفالي.
كما عُثر في مدينة شوشا على العديد من المنازل السكنية الحجرية التي يعود تاريخها إلى القرنين الثامن عشر والتاسع عشر، والمزينة بالشبابيك.

## فن الشبابيك
وهو تراث ثقافي غير مادي يتخذ شكلًا بناء فنيًّا في العمارة الشرق أوسطية وفي الفنون والحرف الزخرفية. وقد اُستخدُم في الهندسة المعمارية في إيران وأذربيجان منذ القرنين الحادي عشر والثاني عشر. من روائع الفن الزخرفي هو القطعة المسطحة المكونة من قطع زجاجية صغيرة قام الحرفي بتجميعها مع عناصر خشبية تثبت بعضها البعض بدون غراء أو مسامير. السر الرئيس لهذا الفن يتمثل في نقل الأجزاء الخشبية من خلال حافة ومسافة يتم إدخال قطع زجاجية صغيرة بينها. تتكون أجزاء الشجرة من أنواع الخشب الصلب، وخشب البقس، والجوز، والزان، والبلوط. أنماط الشباك ترمز إلى الشمس، وطاقة الحياة، والتدفق الأبدي للوقت، ولانهائية الكون.

## هيكل الشبابيك
يمكن أن تتفاوت أبعاد سطح الشباك من بضعة سنتيمترات مربعة إلى عدة أمتار مربعة، اعتمادًا على الغرض الوظيفي للعناصر. بناءً على الارتباط بالعمارة، يمكن تصنيف أعمال الشبابيك الفنية في اتجاهين: جزء من هيكل معماري مثل الباب، والنافذة، والدرج؛ وعناصر داخلية فردية مثل الشاشة، والمصباح، والصندوق، والخزانة. وبما أن أساس الزخرفة يتكون من أشكال هندسية أكثر دقة، فهناك تصنيف آخر وفقًا للتراكيب: منها "الجعفري"، "والسكزي"، "والأونالتي"، "والجولابي"، "والشمسي"، "والجيلوي"، "والبندي الرومي".

## أساتذة الفن
حاملو فن الشبابيك ورموزها هم أساتذة في هذا الفن. من بين الحرفيين الشعبيين المشهورين: مختي مختييف (القرن التاسع عشر)، وشهبوزلا أبوزر بادالوف (القرنين الثامن عشر والتاسع عشر)، وعباس قولو شيكي (القرن التاسع عشر). وقد أحيوا هذا الفن في القرن العشرين على يد عبد الحسين باباييف (1877-1961)، وأشرف رسولوف (1928-1997).
في الوقت الحاضر، يُعزز ابن أشرف رسولوف توفيق تطوير هذا الفن (1961) وحفيده إيلجار (1990). كما يبرز في هذه المنطقة أيضًا سلطان إسماعيلوف وحسين مصطفى زاده (شيكي)، وجابر جباروف (أوردوباد)، ورفيق اللهفيردييف (شوشا).

## الاستعادة التراثية
في الخمسينيات والستينيات من القرن العشرين، وتحت إشراف أشرف رسولوف، تم ترميم قصر شاكي خان لأول مرة. وفي عام 2001، تم ترميم شباك النوافذ لمسجدي الجمعة والأمباراس (القرنين السابع عشر والثامن عشر) في أوردوباد تحت إشراف الأستاذ جابر جباروف.
شارك حسين مصطفى زاده، في الفترة 2002-2004، بموجب اتفاقية مع الشركة الألمانية المسماة "Den Cmalcoh Ege MEK Gembelg GMB"، في ترميم قصر شاكي خان. ونتيجة لذلك، تم ترميم أبواب ونوافذ القصر، وكذلك معظم السقف.

## فن الشبابيك في أذربيجان
كلمة "شباك" في الترجمة من اللغة الأذربيجانية تعني "شبكة" وأصلها عربي.
على أراضي أذربيجان، كان فن الشبابيك منتشرًا على نطاق واسع في مدن مثل شاكي، وشوشا، وأوردوباد، وباكو، وغنجه، ولانكران، ونخيشيفان، ودربند (اليوم تقع في داغستان، في الاتحاد الروسي). المركز الرئيس لفن الشبابيك هو مدينة شاكي، حيث لا يزال هذا التقليد يُعرض في شكله الكلاسيكي النقي. تتركز هنا عينات من هذا النوع من الفن الذي يعود تاريخه إلى القرنين الثامن عشر والتاسع عشر. ومن الأمثلة الكلاسيكية لهذا الشكل الفني قصر شاكي خان (1762).  
يختلف فن الشبابيك ورمزيته إلى حد ما في مختلف مناطق أذربيجان. على سبيل المثال، من وجهة نظر تكنولوجيا التصنيع، فضَّل الحرفيون في أوردوباد بساطة الأشكال الهندسية ومخطط الألوان الزاهد. ومع ذلك، وعلى الرغم من ذلك، ففي أغلب مناطق البلاد، يعتبر الزجاج الملون المادة الأساسية.

## معرض الصور

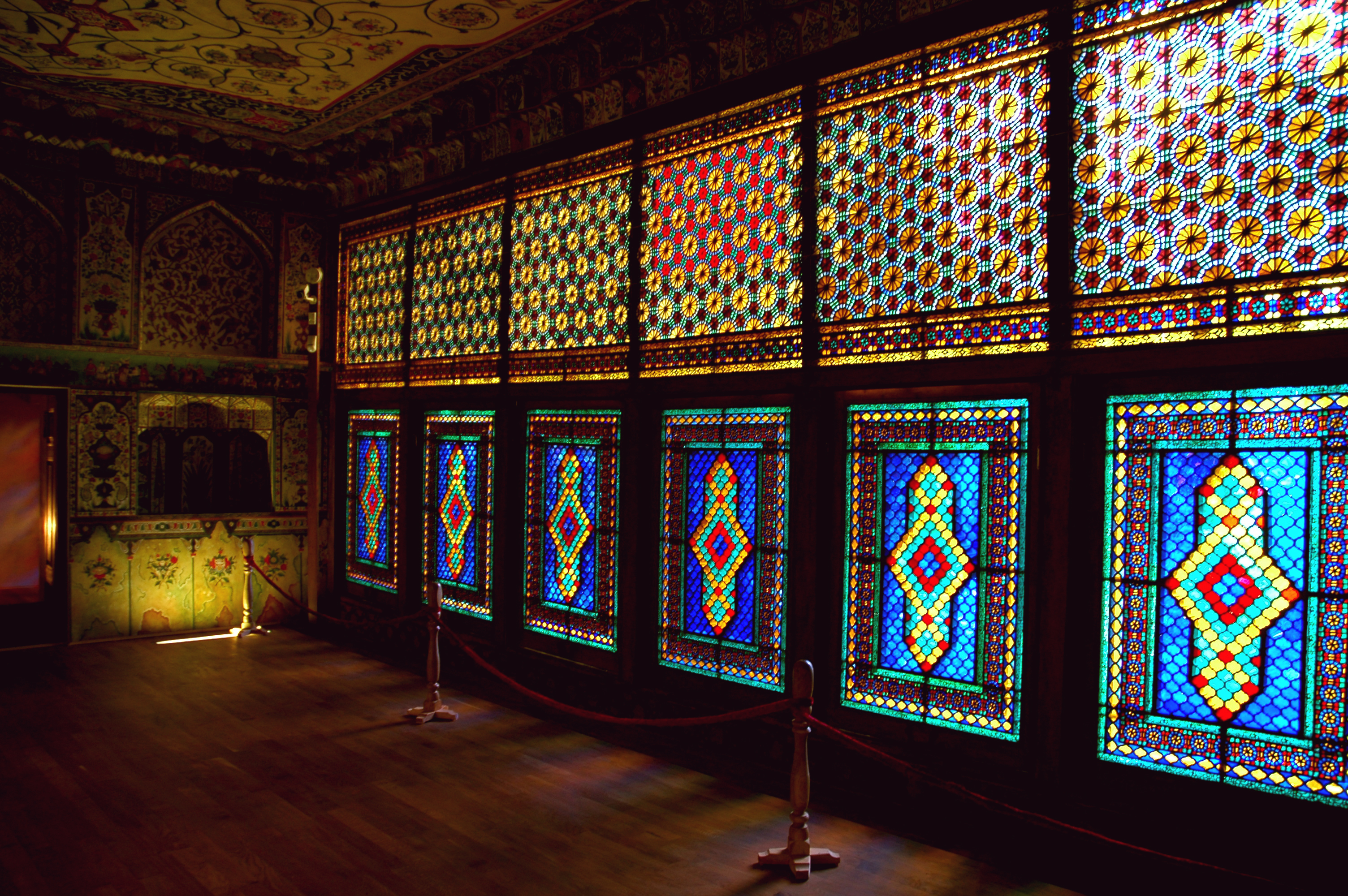
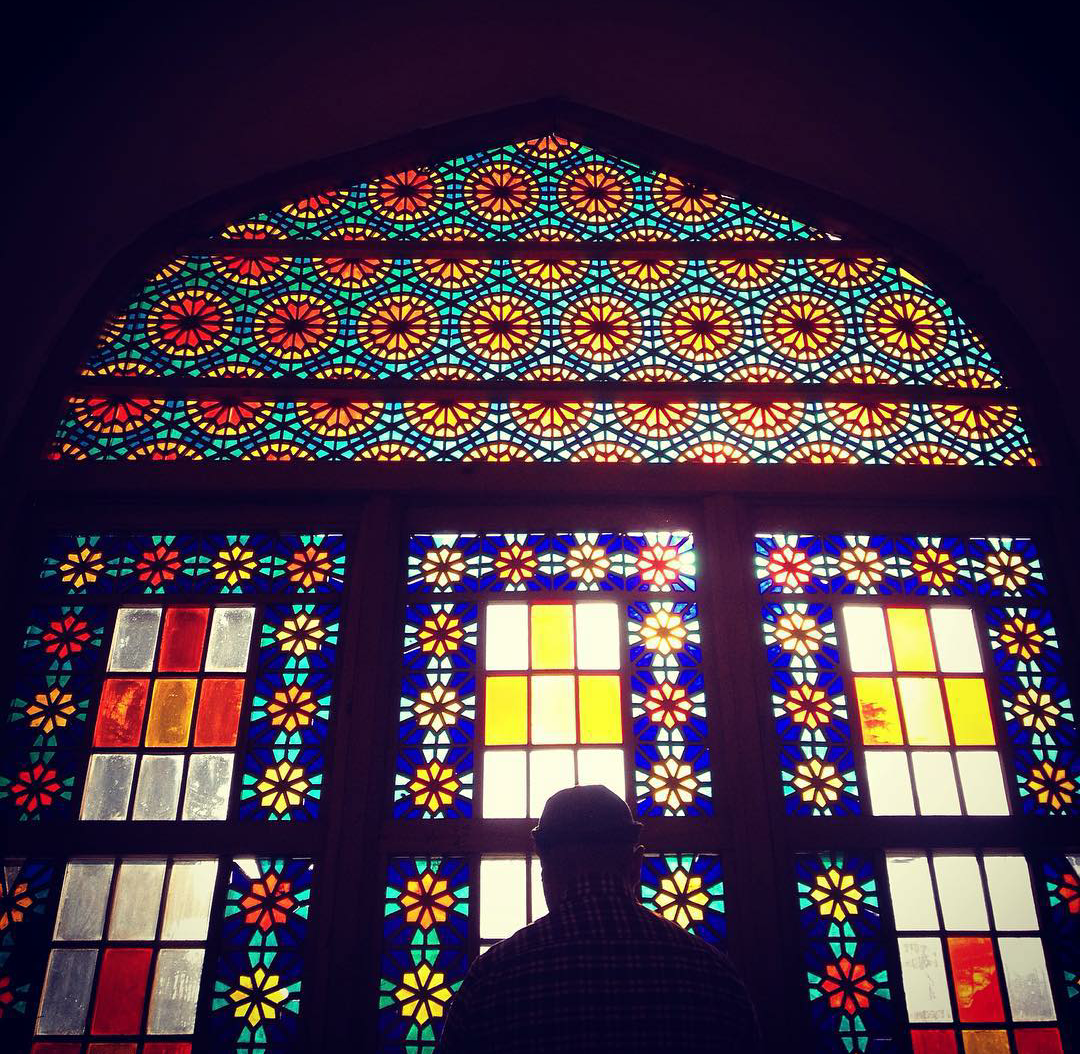
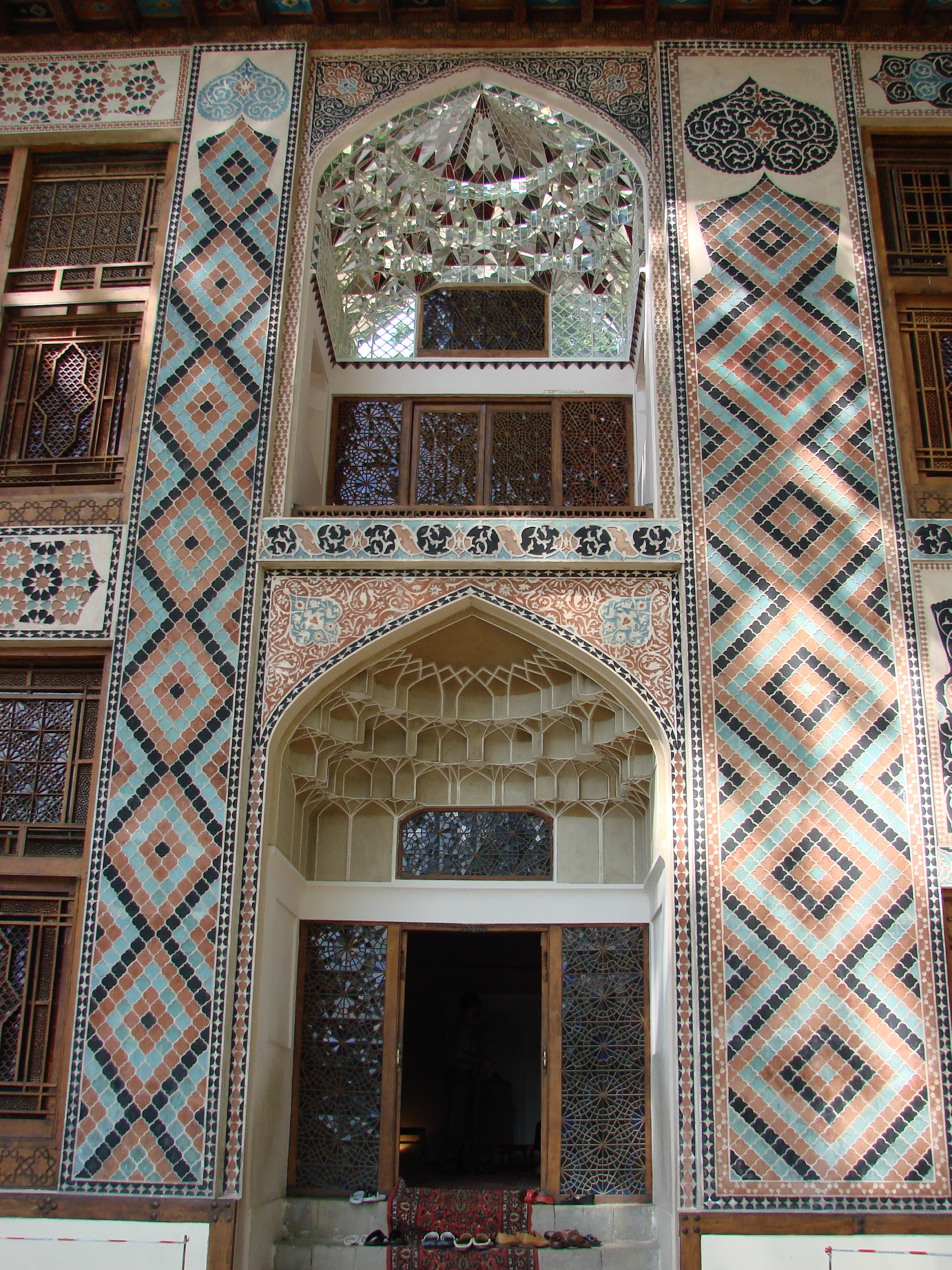
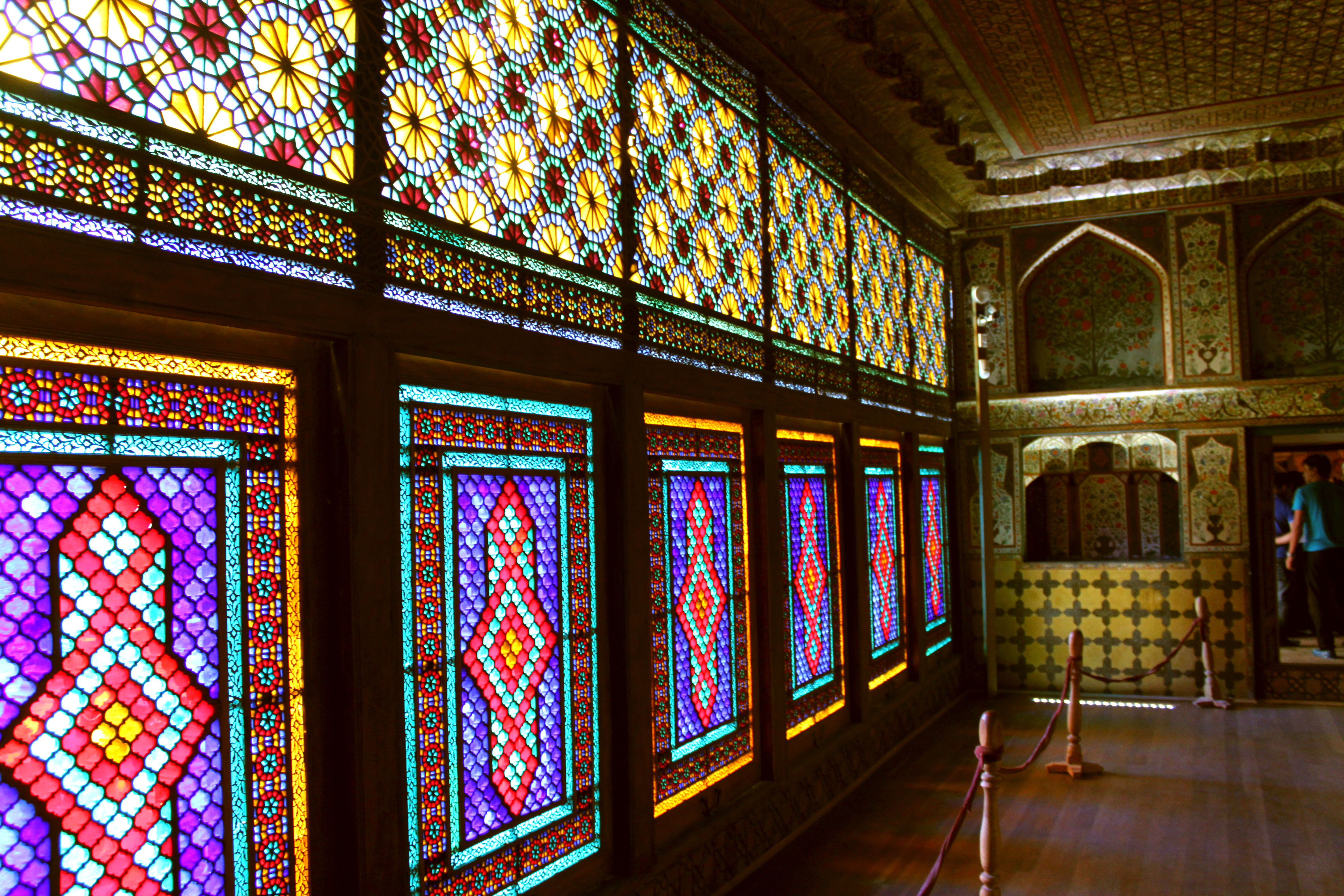
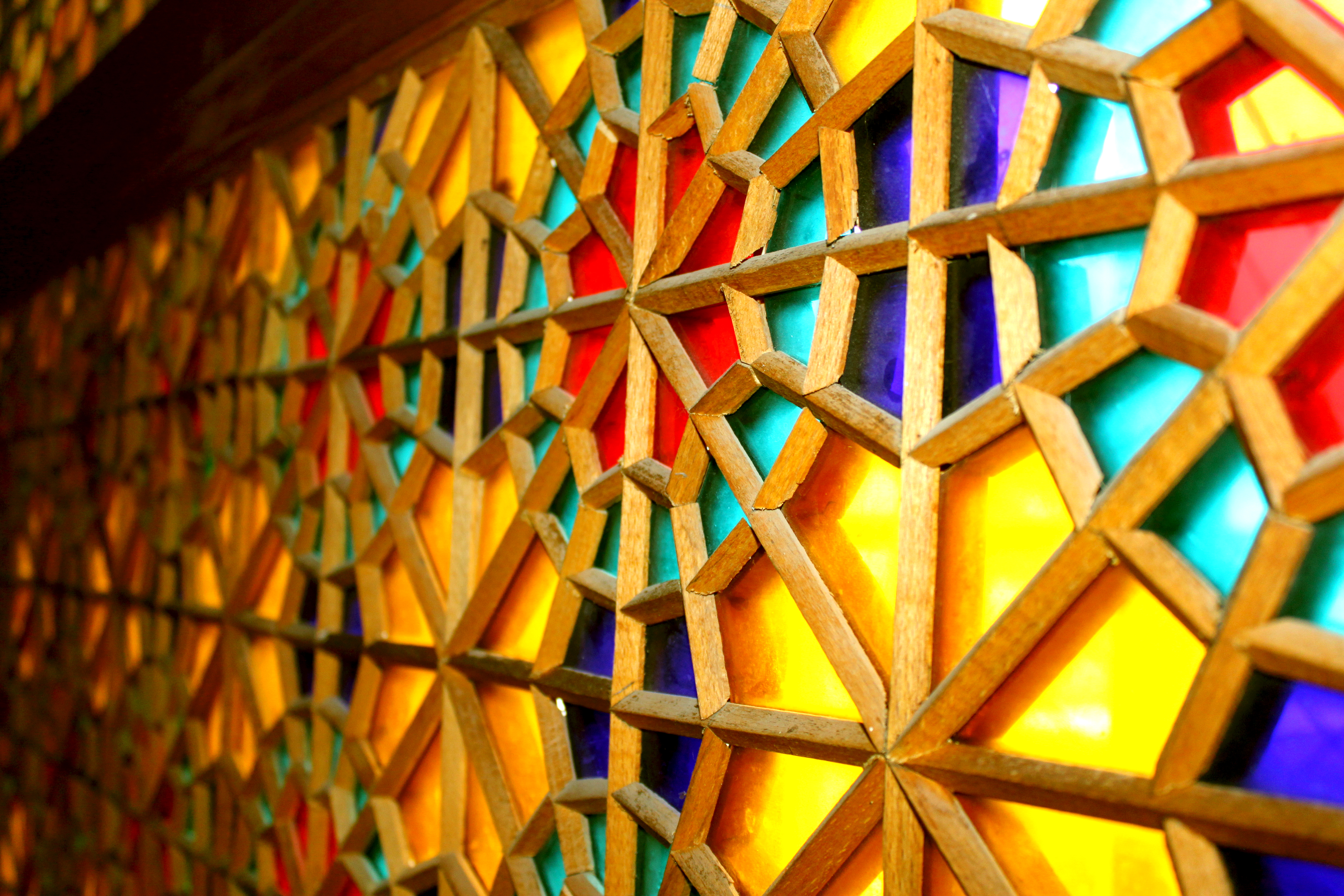
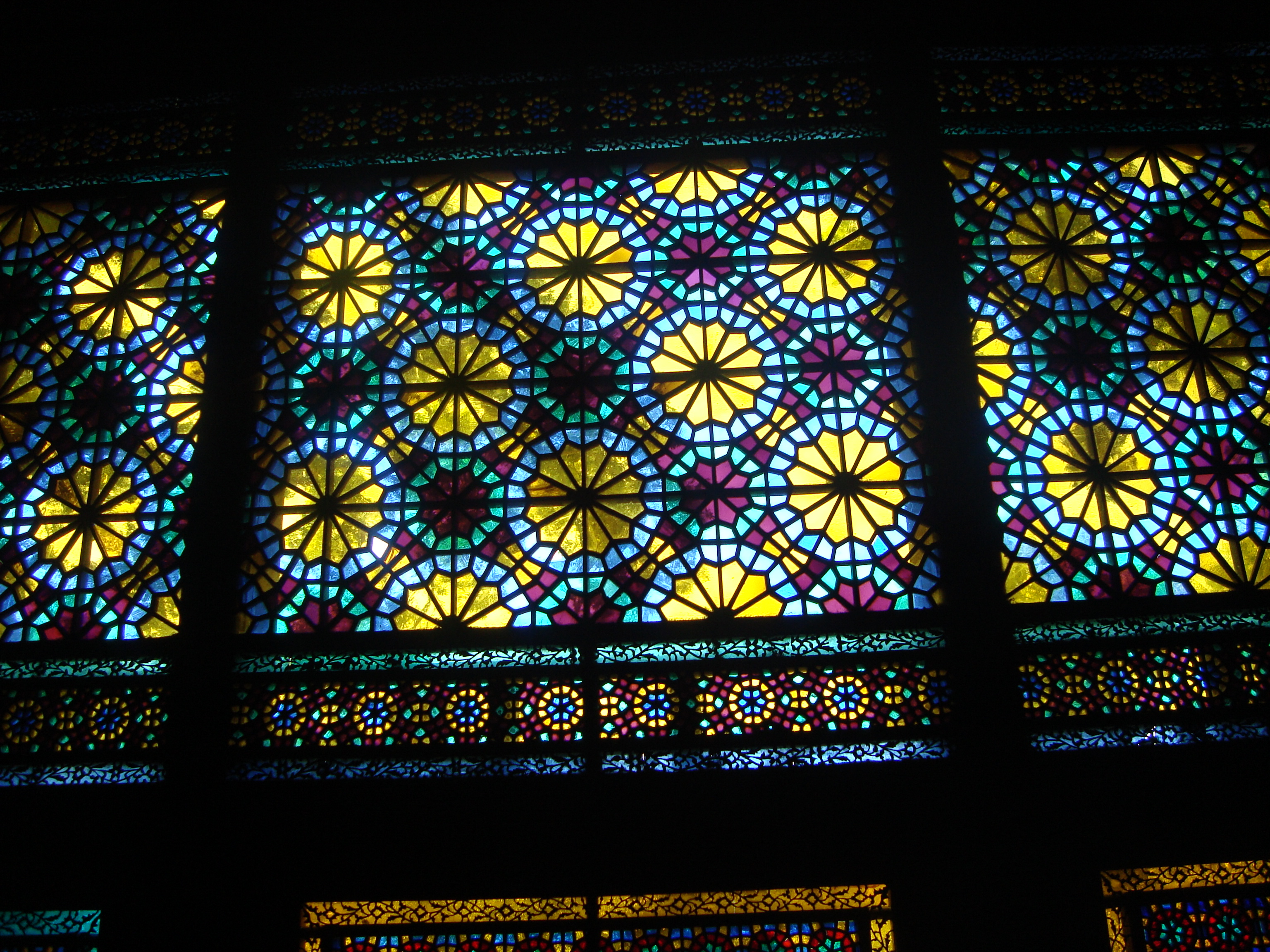
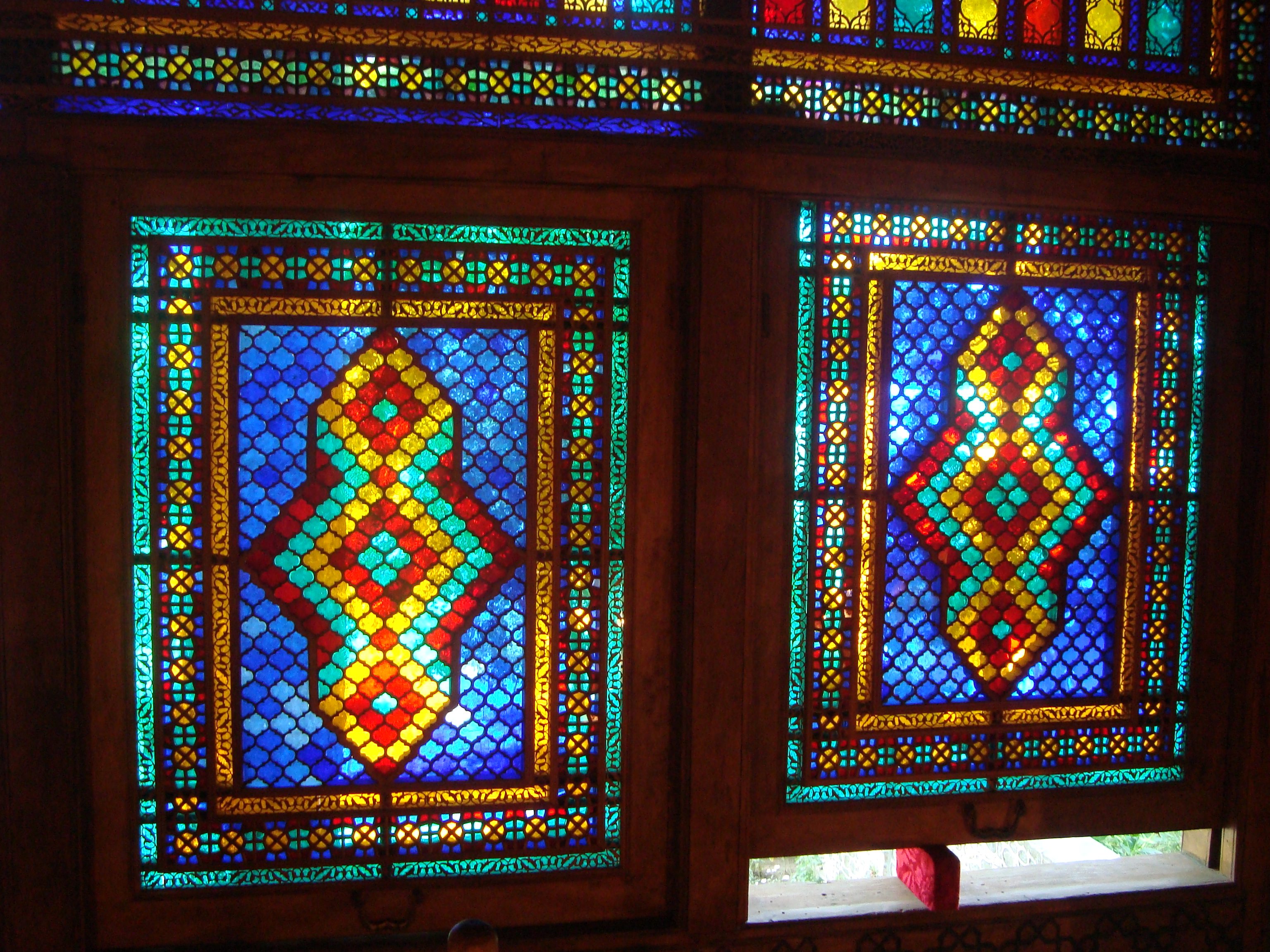
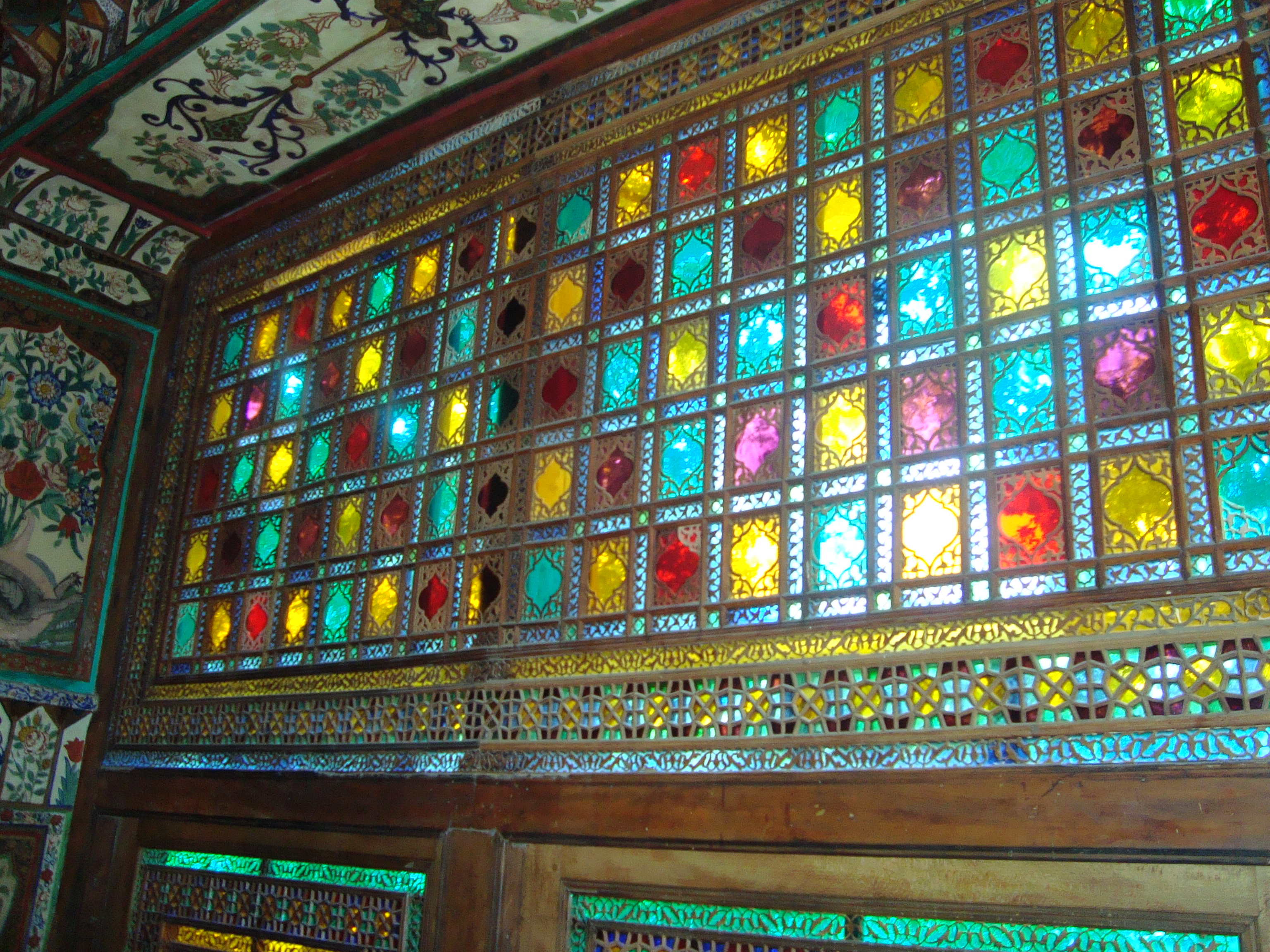
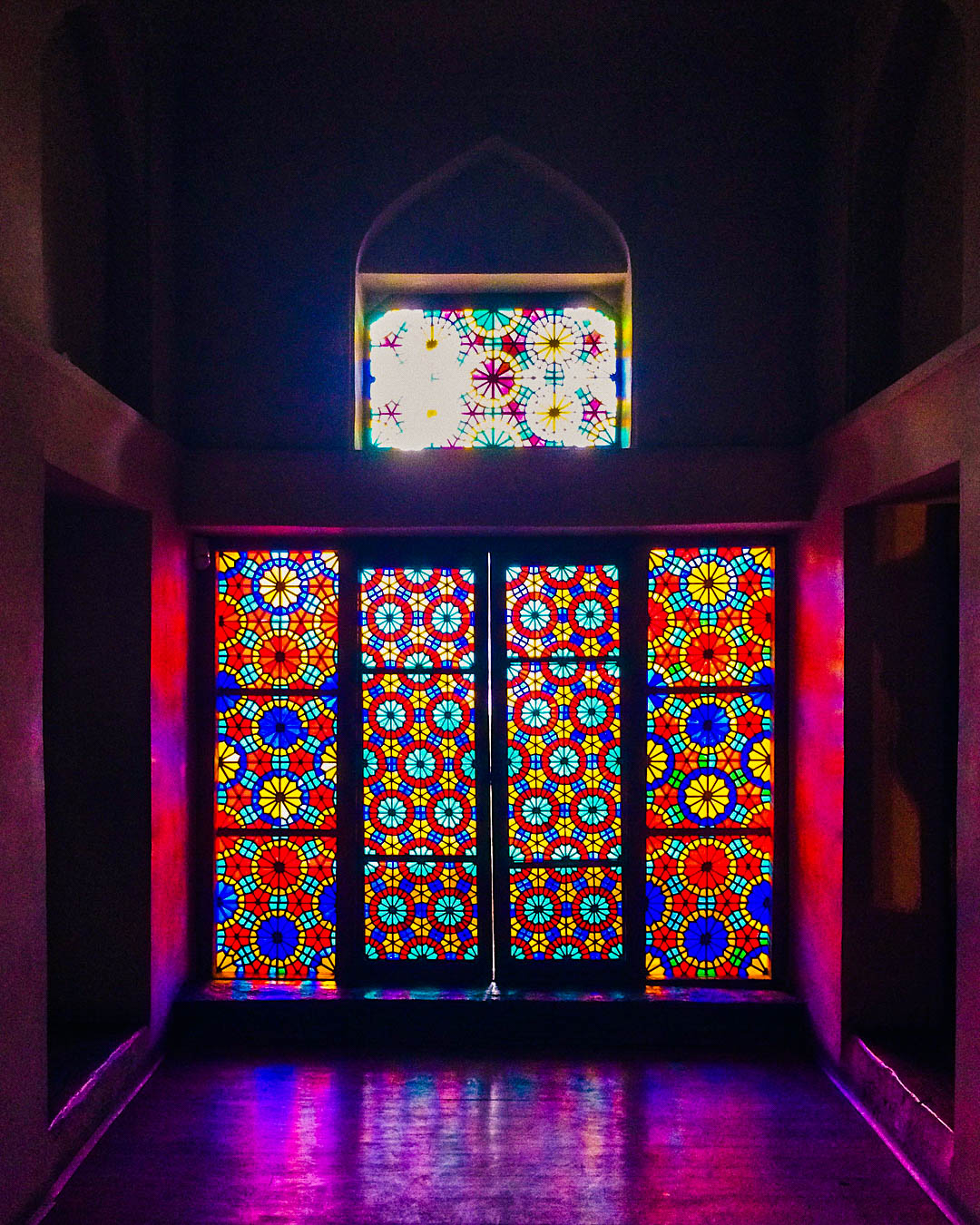

## طالع أيضًا
- زجاج ملون
- ثقافة أذربيجان